# Squannit (lune)
Squannit, officiellement (66391) Moshup I Squannit, désignation provisoire S/2001 (66391) 1, aussi nommé 1999 KW4 Bêta, est un petit satellite naturel orbitant autour de l'astéroïde (66391) Moshup.

## Caractéristiques
S/2001 (66391) 1 est un petit corps irrégulier qui mesure en moyenne 450 mètres de diamètre. Sa masse atteint 0,135 × 1012 kg.
Si S/2001 (66391) 1 est plus de trois fois plus petit que 1999 KW4 (lequel mesure 1,5 km de diamètre), il est également beaucoup plus dense. Là où la masse volumique de (66391) 1999 KW4 n'atteint que 1,97 × 103 kg/m3, suggérant qu'il s'agit d'une pile de débris, celle de S/2001 (66391) 1 est estimée à 2,8 × 103 kg/m3, indiquant un objet nettement plus compact.
On suppose que les deux objets furent produits après collision d'un astéroïde progéniteur par un autre corps et fragmentation. La différence de composition proviendrait du phénomène de libration qui aurait tassé le matériau composant la lune.

## Orbite
S/2001 (66391) 1 orbite autour de (66391) 1999 KW4 en un peu plus de 17 heures, à une distance de 2,55 kilomètres, suivant une orbite presque circulaire (excentricité de 0,0004), mais rétrograde et significativement inclinée par rapport à l'équateur de la primaire (son inclinaison atteint 156°).
En conséquence, si la rotation de S/2001 (66391) 1 est synchrone, et si l'objet présente toujours la même face, pointant son axe le plus long vers (66391) 1999 KW4, des phénomènes de libration sont apparents, de façon analogue à ce qui se rencontre sur la Lune par rapport à la Terre. Ces phénomènes expliqueraient la différence de composition entre les deux objets, malgré une origine que l'on suppose commune.

## Historique
L'existence de S/2001 (66391) 1 fut pressentie par des observations photométriques réalisées en juin 2000 par Petr Pravec et Lenka Šarounová à l'observatoire d'Ondřejov et fut confirmée avec des observations radar depuis le radiotélescope d'Arecibo par l'équipe de Steven J. Ostro (en) en mai 2001 lors du passage du système astéroïdal à 480 000 kilomètres de la Terre.